# Barleria noctiflora
Barleria noctiflora är en akantusväxtart som beskrevs av Carl von Linné d.y.. Barleria noctiflora ingår i släktet Barleria och familjen akantusväxter. Inga underarter finns listade i Catalogue of Life.